# Ljuspenningar
Ljuspenningar var ett extra lönetillägg för statsanställda tjänstemän 1803-1851.
De civila tjänstemännen i Sverige erhöll under 1700-talet talgljus av statsverket för belysning av sina arbetsrum under den mörka årstiden. Denna naturatilldelning upphörde 1803, och i stället bestämdes att de skulle få rätt att uppbära en viss ersättning, vilken efter vissa grundar uträknades av Statskontoret. Ljuspenningarna bortföll 1851, och de högre tjänstemännen fick i stället löneförhöjning, medan de extraordinarie tilldelades gratifikationer till julhelgen.